# Керала
Керала (малајалам: കേരളം, Kēraḷam, енг. Kerala) је савезна држава Индије са површином од 38.863 km² и 32.802.812 становника (стање: 1. јан. 2006). Густина становништва је 844 стан./km², што чини Кералу једним од најгушће насељених крајева Индије. Главни град је Тируванантапурам (некада се звао Тривандрум).
Савезна држава Керала настала је 1956. уједињењем трију некадашњих кнежевина: Кочина, Малабара и Траванкореа. Име Керала значи „Земља кокосових палми“. На језику малајалам кера значи кокосова палма, која је веома честа у овом региону, док алам значи земља.